# Tangata rakiura
Tangata rakiura là một loài nhện trong họ Orsolobidae.
Loài này thuộc chi Tangata. Tangata rakiura được Raymond Robert Forster miêu tả năm 1956.